# 切里維爾鎮區 (北卡羅萊納州加斯頓縣)
切里維爾鎮區（英語：Cherryville Township）是位於美國北卡羅萊納州加斯頓縣的一個鎮區。

## 地方資料
切里維爾鎮區的面積為169.10平方千米，當中陸地面積為167.80平方千米，而水域面積為1.30平方千米。根據2020年美國人口普查的數據，當地共有人口16375人，而人口密度為每平方千米96.84人。